# Villers-lès-Moivrons
Villers-lès-Moivrons – miejscowość i gmina we Francji, w regionie Grand Est, w departamencie Meurthe i Mozela.
Według danych na rok 1990 gminę zamieszkiwały 72 osoby, a gęstość zaludnienia wynosiła 25 osób/km² (wśród 2335 gmin Lotaryngii Villers-lès-Moivrons plasuje się na 973. miejscu pod względem liczby ludności, natomiast pod względem powierzchni na miejscu 1184.).